# Charlotte Hall
Charlotte Hall est une localité (CDP) du comté de Saint Mary dans le Maryland, aux États-Unis dont la population était de 1 214 habitants lors du recensement de 2000. Elle abritait dès le XVIIIe siècle la Charlotte Hall Military Academy qui est inscrite depuis 1975 au Registre national des lieux historiques.